# Varzedo
Varzedo é um município brasileiro do estado da Bahia. Sua população estimada pelo IBGE em 2021 foi de 8 734 habitantes.

## História
Antes de se tornar um município, era um distrito conhecido como Vargem Grande. O nome mudou para Varzedo, com o Decreto-lei Estadual n.º 141, de 31 de dezembro de 1943, retificado pelo Decreto Estadual n.º 12.978, de 1 de junho de 1944.
Em 13 de junho de 1989, foi elevado a categoria de município através da lei Estadual n.º 5.002, e desmembrado dos municípios de Santo Antônio de Jesus e Castro Alves.

## Organização político-administrativa
Assim como todos os municípios do Brasil, Varzedo possui uma estrutura político-administrativa composta pelo Poder Executivo, chefiado por um prefeito eleito por sufrágio universal, o qual é auxiliado diretamente por secretários municipais nomeados por ele, e pelo Poder Legislativo, institucionalizado pela Câmara Municipal de Varzedo, órgão colegiado de representação dos munícipes que é composto por vereadores também eleitos por sufrágio universal.

### Atuais autoridades municipais
- Prefeito: Ariecilio Bahia da Silva - PSC[9]
- Vice-prefeito: Gilmar Borba Bitencourt - PSC[9]
- Presidente da Câmara: Antônio Vasconcelos Teixeira "Antônio de Darino" - PSC[9][10]

## Economia
A base da economia do município é a agricultura e a pecuária. As atividades agrícolas envolvem o cultivo de laranja, cacau, banana, mandioca, dentre outros. O município se destaca pela criação de bovinos.

## Infraestrutura

### Saúde
A cidade possui algumas unidades de saúde, dentre as quais se destacam, Policlínicas, Unidade Básica de Saúde, Unidade de Saúde da Família São Roque dos Macacos e Serviço de Atendimento Móvel de Urgência (SAMU).